# Iñaki Ocenda
Ignacio Moraza Ruiz de Ocenda, conocido como Iñaki Ocenda, (Vitoria, 25 de julio de 1960) es un exjugador y técnico de fútbol español con un amplio curriculum en el fútbol alavés.

## Trayectoria como jugador
Iñaki Ocenda recaló al Deportivo Alavés con 17 años, procedente del C.D. Vitoria en edad juvenil, llegando con 20 años al primer equipo en la temporada 1980-81 (Segunda División de España), compartiendo vestuario con jugadores como Andoni Zubizarreta y Juan Señor. Permanecería en el Deportivo Alavés hasta verano 1985, viviendo el descenso a 2ºB.
En verano de 1985 recaló en el Sestao S.C. junto a Ernesto Valverde en el regreso del equipo vizcaíno a la LIGA Adelante. Su buen papel en el Sestao S.C. le llevó a fichar por el Racing de Santander (LIGA Santander) por 7 millones de las antiguas pesetas y un amistoso entre ambos conjuntos en Las Llanas. Dicho amistoso paso a la historia por el accidente grave que sufrió el autobús del conjunto montañés  que milagrosamente acabó sin fallecidos. Lamentablemente las lesiones marcaron sus dos temporadas en el equipo cántabro, viviendo además en su primera temporada el descenso a la Segunda División de España.
Posteriormente jugó tres temporadas en A.D. Ceuta (2ºB), antes de jugar su última temporada en activo (1991-92) en su equipo, el Deportivo Alavés.
Destacó por ser un jugador de contención en el mediocampo, que vio cortada su progresión en la cúspide de su carrera por las lesiones.

## Trayectoria como técnico
Terminada su carrera futbolística, inició su carrera como técnico siendo 2º entrenador del Deportivo Alavés, viviendo el ascenso a la LIGA Adelante y trabajando con técnicos como Luis Costa, José Antonio Irulegui, Txutxi Aranguren... Permaneció en el puesto hasta verano de 1997, combinando en su última etapa su trabajo con la primera plantilla con el puesto de entrenador del conjunto filial.
Posteriormente, tras pasar efímeramente por el banquillo del C.D. Mirandés (3ª), recaló en C.D. Aurrerá donde entrenó al conjunto juvenil y al filial rojillo. En la temporada 2002-03, en plena crisis institucional y económica, se hizo cargo del C.D. Aurrerá en 2ºB consiguiendo la permanencia deportiva, aunque acabó descendiendo por impagos a la plantilla.
En la temporada 2006-07 ocupó el banquillo del C.D. Vitoria (Regional Preferente) consiguiendo el ascenso 3ª tras más de 40 años sin jugar en categorías nacionales.
Volvió al Deportivo Alavés en verano de 2007, donde ocuparía diversos cargos como coordinador del fútbol base, técnico del filial o del equipo de Liga Vasca cadete. En la temporada 2009-10 tras la mala situación del Deportivo Alavés (2ºB), los dirigentes del club destituyen a Javi Pereira y anunciaron que Iñaki Ocenda, sería el encargado de intentar reconducir el errático rumbo alavesista en la Liga.
Terminada la temporada con el fichaje de Miguel Ángel Álvarez Tomé pasa a ser 2º entrenador de nuevo. Permanecería en el puesto hasta la temporada 2012-13, cuando abandona el club.
Esa misma temporada es reclutado para formar parte del proyecto del C.D. Betoño-Elgorriaga dentro del organigrama de la cantera hasta verano.

## Clubs

### Jugador
| Club                 | País   | Temporada |
| -------------------- | ------ | --------- |
| Deportivo Alavés "B" | España | 1977-1980 |
| Deportivo Alavés     | España | 1980-1985 |
| Sestao S.C.          | España | 1985-1986 |
| Racing de Santander  | España | 1986–1988 |
| A.D. Ceuta           | España | 1988-1991 |
| Deportivo Alavés     | España | 1991-1992 |

### Técnico
| Club                    | País   | Puesto                      | Temporada |
| ----------------------- | ------ | --------------------------- | --------- |
| Deportivo Alavés        | España | 2º entrenador               | 1992-1997 |
| Deportivo Alavés "B"    | España | Entrenador                  | 1996-1997 |
| C.D. Mirandés           | España | Entrenador                  | 1998      |
| C.D. Aurrera Juvenil    | España | Entrenador                  | ¿?        |
| C.D. Aurrera B          | España | Entrenador                  | ¿?        |
| C.D. Aurrera            | España | Entrenador                  | 2002-2004 |
| C.D. Vitoria            | España | Entrenador                  | 2006-2007 |
| Deportivo Alavés        | España | Coordinador del Fútbol Base | 2007-2010 |
| Deportivo Alavés "B"    | España | Entrenador                  | 2008-2009 |
| Deportivo Alavés Cadete | España | Entrenador                  | 2009-2010 |
| Deportivo Alavés        | España | Entrenador                  | 2010      |
| Deportivo Alavés        | España | 2º Entrenador               | 2010-2012 |
| C.D. Betoño-Elgorriaga  | España | Fútbol Base                 | 2012-2015 |